# Петшиковиці (гміна Длуголенка)
Петшиковиці (пол. Pietrzykowice) — село в Польщі, у гміні Длуголенка Вроцлавського повіту Нижньосілезького воєводства.
Населення — 106 осіб (2011).
У 1975-1998 роках село належало до Вроцлавського воєводства.

## Демографія
Демографічна структура станом на 31 березня 2011 року:
|          | Загалом | Допрацездатний вік | Працездатний вік | Постпрацездатний вік |
| -------- | ------- | ------------------ | ---------------- | -------------------- |
| Чоловіки | 50      | 6                  | 38               | 6                    |
| Жінки    | 56      | 7                  | 34               | 15                   |
| Разом    | 106     | 13                 | 72               | 21                   |